# جمل سحري

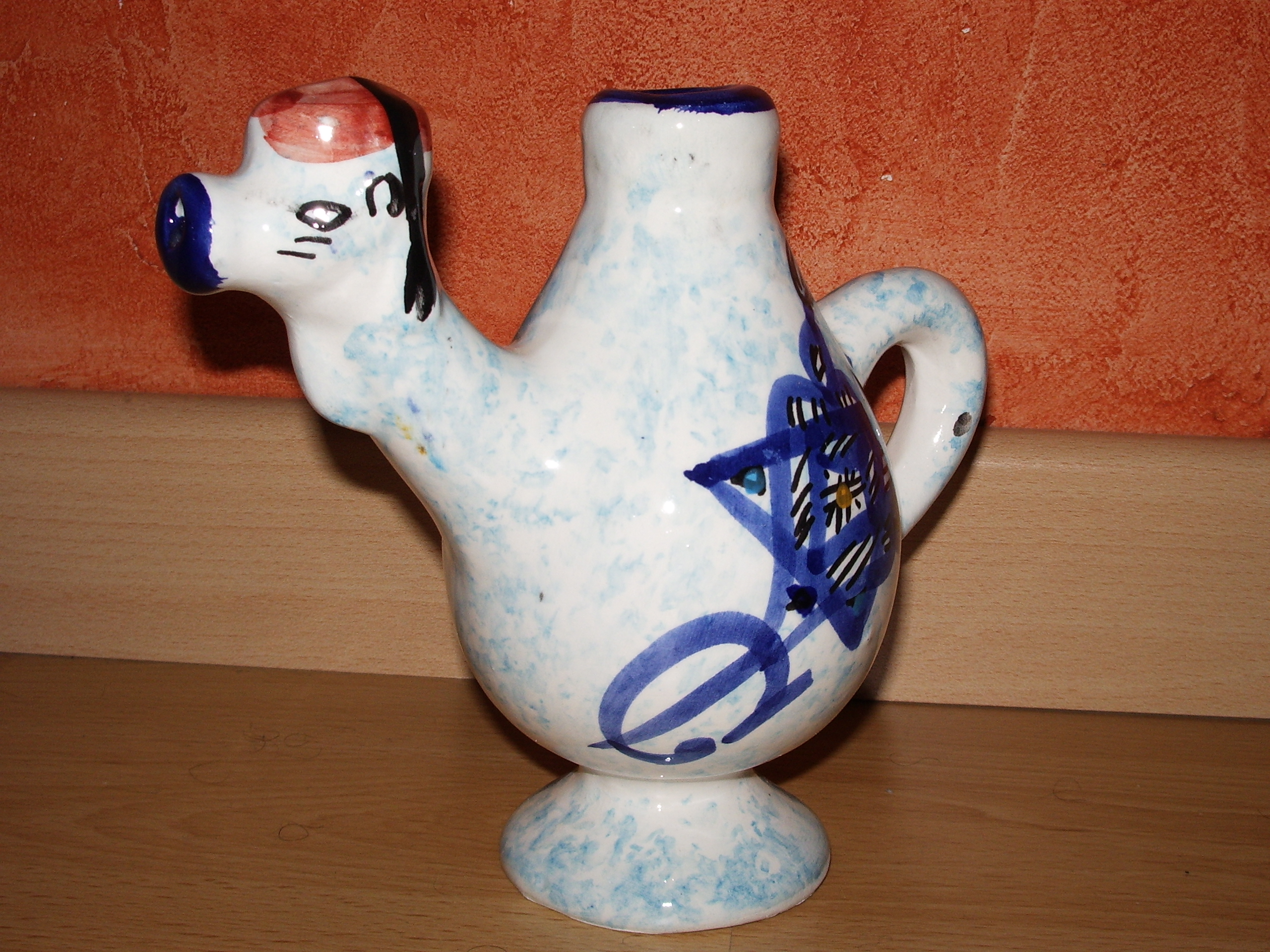
الجمل السحري

الجمل السحري هو إناء خزفي نقليدي يصنع في تونس. تجده عادة في الأسواق العتيقة حيث يقتنيه السياح كتذكار.
الهدف من هذا الإناء هو مزج السوائل، فإنٌك إذا وضعت فيه سائلا من الفوهة العليا وقلبت الإناء فلن ينسكب ذلك السائل ويمكنك وضع سائل آخر من الفوهة السفلية وحتى إذا هززت الإناء فلن ينسكب ما فيه لا من الفوهة العليا ولا من الفوهة السفلية ،و ينسكب السائل الممزوج فقط من فم الجمل.